# Om Begrebet Ironi med stadigt Hensyn til Socrates
O conceito de ironia constantemente referido a Sócrates (Dinamarquês: Om Begrebet Ironi med stadigt Hensyn til Socrates) é um livro de Søren Kierkegaard que foi publicado em 1841 como sua tese de doutorado.
Em sua tese que culmina em três anos de extensivo estudo de Sócrates, ele analisa o tema da ironia, com base na ironia socrática, seguindo pelo ponto de três autores Xenofonte, Aristófanes e Platão.
O livro é dividido em duas partes, na parte um é feita uma análise da ironia em Sócrates, seguindo as visões positivas de seus dois discípulos Xenofonte e  Platão e as críticas de um de seus opositores, o dramaturgo Aristófanes. Na segunda parte Kierkegaard parte numa análise e crítica da ironia em seu tempo, criticando principalmente o uso puramente negativo da ironia pelos românticos, analisando o ponto de vista de três autores Fichte, Schlegel, e Hegel.